# Казімежа-Велька (гміна)
Гміна Казімежа-Велька (пол. Gmina Kazimierza Wielka) — місько-сільська гміна у східній Польщі. Належить до Казімерського повіту Свентокшиського воєводства.
Станом на 31 грудня 2011 у гміні проживало 16877 осіб.

## Територія
Згідно з даними за 2007 рік площа гміни становила 140.59 км², у тому числі:
- орні землі: 89.00%
- ліси: 3.00%

Таким чином, площа гміни становить 33.28% площі повіту.

## Населення
Станом на 31 грудня 2011:
| Опис     | Загалом | Загалом | Чоловіки | Чоловіки | Жінки | Жінки |
| -------- | ------- | ------- | -------- | -------- | ----- | ----- |
| одиниця  | осіб    | %       | осіб     | %        | осіб  | %     |
| все      | 16877   | 100     | 8218     | 48.69    | 8659  | 51.31 |
| міське   | 5882    | 100     | 2795     | 47.52    | 3087  | 52.48 |
| сільське | 10995   | 100     | 5423     | 49.32    | 5572  | 50.68 |

## Сусідні гміни
Гміна Казімежа-Велька межує з такими гмінами: Бейсце, Кошиці, Опатовець, Палечниця, Прошовиці, Скальбмеж, Чарноцин.